# نسرين دوله
نسرين دوله (9 أفريل 1990) لاعبة كرة يد تونسية.

## مواضيع ذات صلة
منتخب تونس لكرة اليد للسيدات